# Brother (canción)
«Brother» —en español: «Hermano»— es una canción del cuarteto de rock alternativo irlandés Kodaline, escrita por Jason Boland, Vincent May, Corey Sanders, Jon Maguire, Mark Prendergast, Alex Davies y Stephen Garrigan, con la producción de Two Inch Punch y Stephen Harris fue lanzado en plataformas digitales el 23 de junio de 2017, como el sencillo principal del tercer álbum de estudio de la banda.

## Antecedentes
La banda anunció el lanzamiento de la canción a través de un tuit el 15 de junio de 2017. Un vídeo de 15 segundos fue publicado, junto con los detalles de la canción, incluyendo su fecha de lanzamiento. Originalmente, sería lanzado el 21 de junio.

## Vídeo musical
Un vídeo musical fue lanzado junto con el sencillo, y fue dirigido por Stevie Russell, quien también produjo los videoclips para los sencillos anteriores de la banda como «Honest», «High Hopes» y «All I Want».
Robin Murray, de la revista Clash, describió el vídeo como «un asunto emocionante, emotivo, directamente emocional, uno que toca el núcleo de la canción». Rob Copsey de Official Charts Company lo describió como «emocional».

## Lista de canciones
| Descarga digital |           |          |  |
| N.º              | Título    | Duración |  |
| 1.               | «Brother» | 3:21     |  |

| Descarga digital – Stripped Back |                           |          |  |
| N.º                              | Título                    | Duración |  |
| 1.                               | «Brother» (Stripped Back) | 3:18     |  |

## Posicionamiento en listas
| Listas (2017)                          | Mejor posición |
| -------------------------------------- | -------------- |
| Irlanda (IRMA)                         | 36             |
| Escocia (Scottish Singles Sales Chart) | 39             |
| Suiza (Schweizer Hitparade)            | 18             |